# Nemaschema flavovittatum
Nemaschema flavovittatum är en skalbaggsart som beskrevs av Stefan von Breuning 1976. Nemaschema flavovittatum ingår i släktet Nemaschema och familjen långhorningar. Inga underarter finns listade i Catalogue of Life.